# Черкаська тютюнова фабрика
Черкаська тютюнова фабрика (Закрите акціонерне товариство «Галлахер Україна») — колишнє підприємство харчової промисловості у місті Черкаси, яке займалося виробництвом цигарок.

## Історія
Перша тютюнова фабрика у Черкасах була відкрита ще 1878 року купцем Першої гільдії Зарицьким. Тоді продукцію українських тютюнових фабрик експортували до країн Європи. Після революції 1920 року підприємство було націоналізоване і об'єднане із шістьма іншими аналогічними фабриками. На початку Другої світової війни 1941 року фабрика була евакуйована до Чувашії, а 1944 року її було відновлено у Черкасах і вона називалась «Червоний жовтень».
11 листопада 1992 року фабрика була перетворена у орендне підприємство, 31 грудня 1993 року черкаську фабрику придбала німецька тютюнова компанія «Reemtsma» і підприємство було перетворене у САТ «Реемста-Черкаси тютюнова фабрика». 10 грудня 2001 року підприємство було придбано англійською компанією Gallaher, його перетворено у фабрику ЗАТ «Ліггетт-Дукат Україна». 26 травня 2004 року підприємство перетворено у ЗАТ «Галлахер Україна». 2007 року компанія «Japan Tabacco» (дочірня компанія «JTIa») поглинає «Галлахер Україна» і вже 23 жовтня 2008 року починається процес закриття фабрики та переведення устаткування до іншої фабрики у Кременчук. До того ж працівникам, які втратять робочі місця, було також запропоновано переїхати до Кременчука.
2011 року компанія подарувала місту усі приміщення фабрики і міська влада мала багато планів щодо їхнього переформатування. Розглядались можливості перенесення сюди офісу «Швидкої медичної допомоги» (який розташовувався у Соснівці), навчально-виробничого комбінату (що знаходився на базі Черкаської СШ № 13), колишні приміщення мали віддати різним культурним установам. На сьогодні тут діють Центр наданням адміністративних послуг, шаховий клуб, а до культурного центру фабрики із актовою залою переїхав будинок культури імені Кулика, який раніше знаходився у колишньому кінотеатрі «Мир» по вулиця Чорновола.

## Продукція
З 1994 року фабрика випускала цигарки німецької марки R1. Станом на 1995 рік було випущено 8744 млн штук, 1996 року — 8093 млн штук. З 2001 року підприємство випускало цигарки англійських марок LD, Glamour та «Ронсон». За 2001 рік фабрика виробила 6131 млн штук цигарок, що на 40 % менше порівняно із попереднім роком.

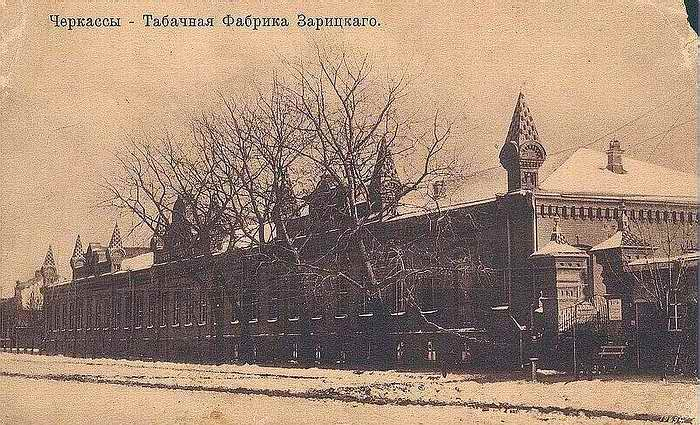
Тютюнова фабрика Зарицького (1910)
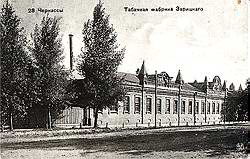
Тютюнова фабрика Зарицького (1910)
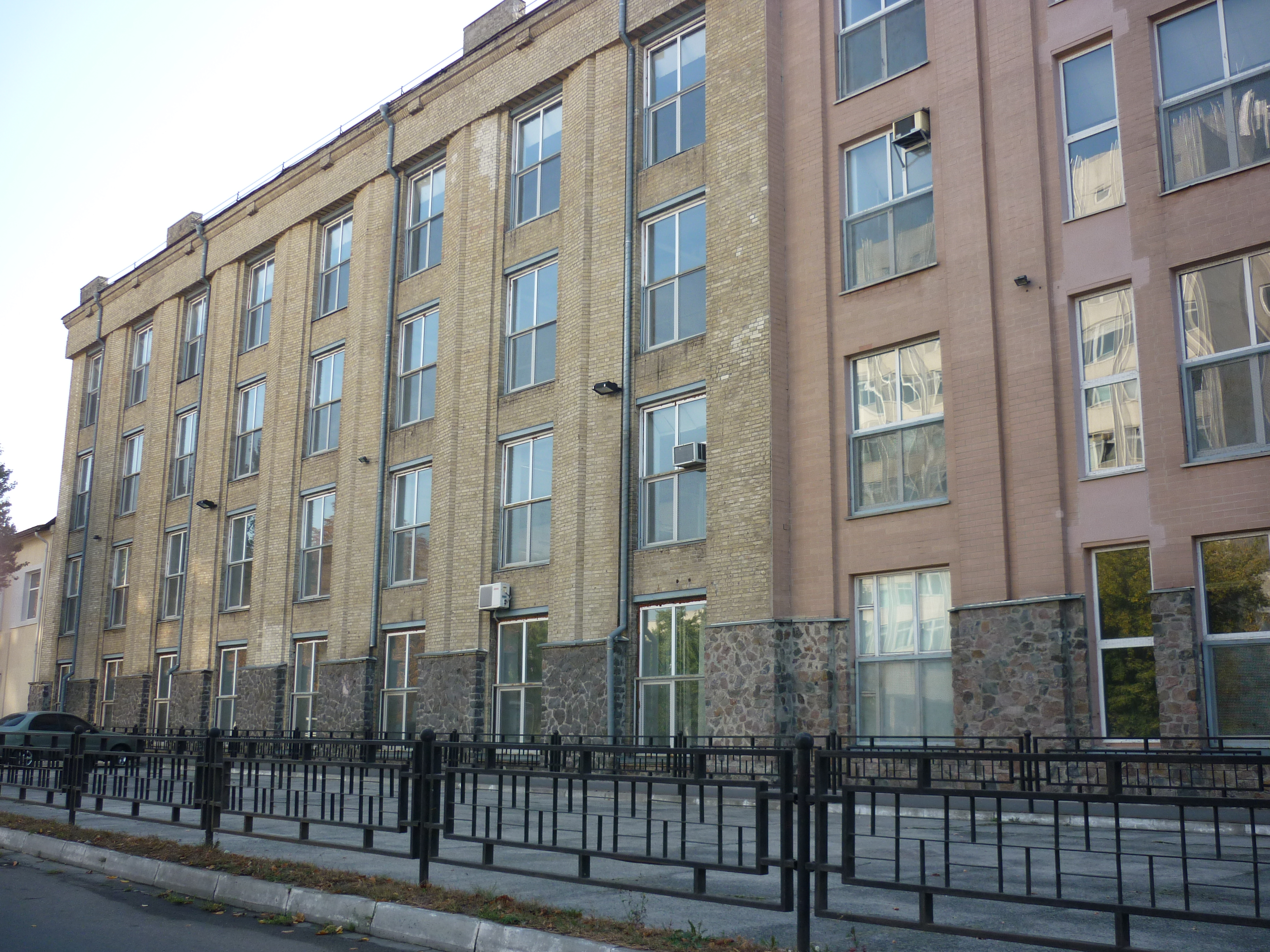
Фабрика після закриття (2011)